# Time (canção de Pink Floyd)
"Time" é a quarta faixa do álbum de rock progressivo da banda inglesa Pink Floyd, The Dark Side of the Moon, de 1973, gravado no estúdio Abbey Road, em Londres. Time é também a única música do álbum creditada para os quatro membros da banda. A música é bastante notória também por sua longa introdução com uma passagem de relógios tocando e alarmes ecoando, gravado em um teste estéreo pelo engenheiro Alan Parsons, não especificamente para o álbum.

## Composição

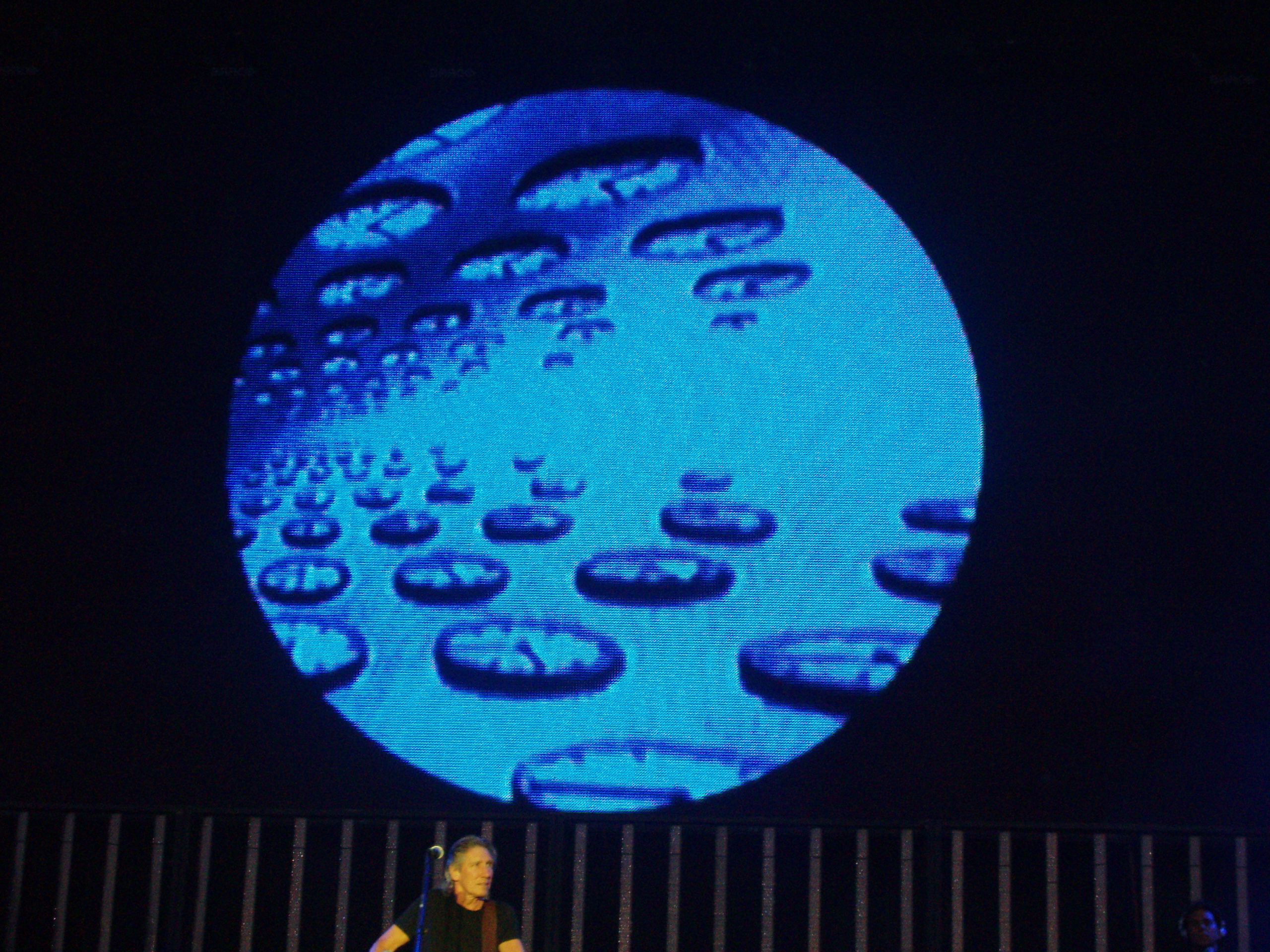
Roger Waters interpretando Time em 2007.

Cada relógio foi gravado separadamente em uma loja de antiguidades. Isto é seguido por uma estranha passagem de dois minutos e vinte feita por Nick Mason em uma percussão, sendo que, ao fundo, há um delicado som criado por Roger Waters por estar dedilhando o seu baixo. Com o guitarrista David Gilmour cantando os versos e com o tecladista Richard Wright cantando os refrões, várias vocalistas femininas providenciando os backing vocals, a letra da música trata com a realização de Roger Waters de que a vida não era sobre se preparar para o que acontecerá a seguir, mas sobre ter o total controle de seu destino (ele atribui a sua ignorância prematura disso para a obsessão de sua mãe com educação). A guitarra solo de David Gilmour providencia o refrão em cima da mesma progressão de acordes do verso e dos refrões, juntamente com a escala pentatônica de Ré Sustenido Menor e a de Fá Sustenido menor, dando uma sonoridade bem típica da música. A reprise da faixa de abertura do álbum "Breathe" traz o som para uma atenção, antes que siga para a faixa "The Great Gig in the Sky", com o solo vocal de Clare Torry. Quando a percussão foi gravada havia apenas três disponíveis, então a banda teve que sincronizar as batidas para obter o tom adequado e mixar o hit ao som.
Time é a segunda música mais longa do álbum, perdendo apenas para "Us and Them" (7:48), e é notória pelo solo da guitarra de David Gilmour depois do primeiro verso.

## Músicos
- Roger Waters – Baixo Fender-precision
- David Gilmour – Guitarra e vocal principal
- Nick Mason – Bateria e percussão
- Richard Wright – Teclado e vocal